# Aykon City
L'Aykon City est situé dans le centre-ville de Dubaï, le long de l'avenue Sheikh zayed, et surplombe le canal de Dubai,. Il abrite un ensemble de quatre gratte-ciel en construction sous l'égide de la société Damac à Dubaï aux Émirats arabes unis. Les immeubles, en construction depuis 2016, s'élèveront à 295, 267, 231, et 221 mètres. Le projet comprend l'Aykon Dare, pour les amateurs de sensations fortes qui pourront au 80e étage de l'hôtel se promener à l'extérieur, sur toit de la tour.
Les tours offrent « une vue imprenable sur le canal de l'eau de Dubai, considéré comme l'une des principales attractions de la ville. La promenade du canal de Dubai est l'endroit  où les résidents et les visiteurs viennent se détendre, en raison des voies piétonnes, des voies navigables et des ponts pittoresques », selon Gulf Daily News